# Xã Grassey, Quận Cleburne, Arkansas
Xã Grassey (tiếng Anh: Grassey Township) là một xã thuộc quận Cleburne, tiểu bang Arkansas, Hoa Kỳ. Năm 2010, dân số của xã này là 1.184 người.